# Australosymmerus
Australosymmerus är ett släkte av tvåvingar. Australosymmerus ingår i familjen hårvingsmyggor.

## Dottertaxa tillAustralosymmerus, i alfabetisk ordning[1]
- Australosymmerus aculeatus
- Australosymmerus acutus
- Australosymmerus anthostylus
- Australosymmerus basalis
- Australosymmerus bifasciatus
- Australosymmerus bisetosus
- Australosymmerus bivittatus
- Australosymmerus bororo
- Australosymmerus collessi
- Australosymmerus confusus
- Australosymmerus cornutus
- Australosymmerus fumipennis
- Australosymmerus fuscinervis
- Australosymmerus guarani
- Australosymmerus guayanasi
- Australosymmerus insolitus
- Australosymmerus lenkoi
- Australosymmerus lobatus
- Australosymmerus maculatus
- Australosymmerus magellani
- Australosymmerus magnificus
- Australosymmerus minutus
- Australosymmerus montorum
- Australosymmerus naevius
- Australosymmerus nebulosus
- Australosymmerus nitidus
- Australosymmerus pedifer
- Australosymmerus peruensis
- Australosymmerus propinquus
- Australosymmerus rieki
- Australosymmerus simplex
- Australosymmerus stigmaticus
- Australosymmerus tillyardi
- Australosymmerus tonnoiri
- Australosymmerus trivittatus
- Australosymmerus truncatus
- Australosymmerus tupi